# カノプス壺

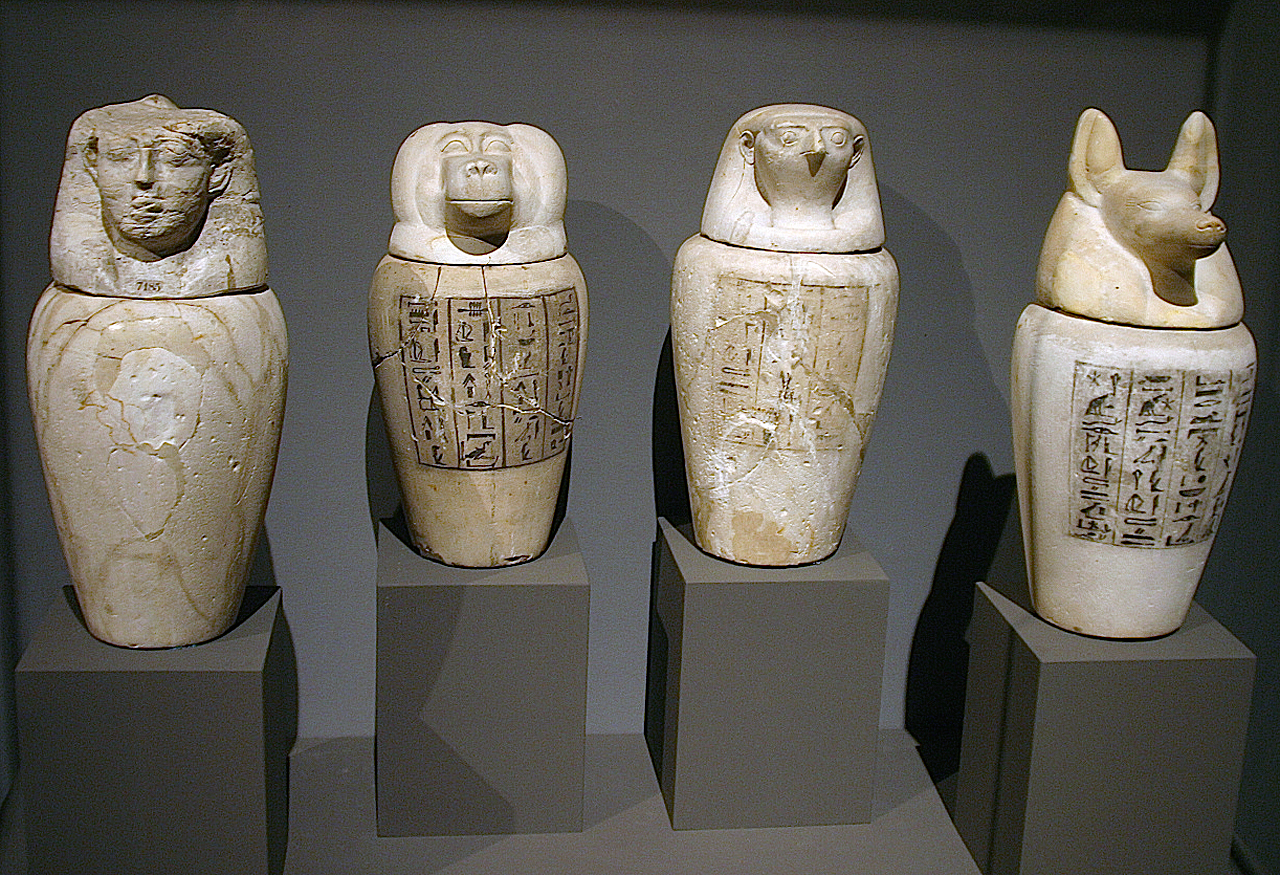
カノプス壺

カノプス壺（カノプスつぼ、canopic jar）は、ヒト形の臓器収蔵器。
カノポス壺やカノープス壺、カノポス容器などの表記もあるが、一般的には「カノプス壺」でそのまま呼ばれる。

## 使用例
古代エジプトにおいてミイラを作る際、魂が宿るとされていた心臓を除き、特に重要と考えられていた臓器を取り出し、保存するために使われていたと考えられている。外装にはオシリス神像やその子供たちなどが彫られており、特に主要なものは以下の4つ（ホルスの4人の息子）である。
イムセティ
人間の姿をしており、肝臓を守る神とされていた。
ハピ
ヒヒの姿をしており、肺を守る神とされていた。
ドゥアムトエフ
山犬の姿をしており、胃を守る神とされていた。
ケベフセヌエフ
隼の姿をしており、腸を守る神とされていた。

## 名前の由来
神話によると、カノプスはメネラオス王の水先案内人だったが、トロイアからの帰還途中に事故に遭い、死亡し、ギルダの海岸に葬られたため、町にカノポスの名が付いた。この町は現在のアブキールにあたる。
そして、その町ではオシリス神の像が壺の形で崇拝されていた。これと、ミイラ用のヒト形臓器収蔵器の形が似ているところからこの名が、19世紀につけられた。